# Stork Ridge
Stork Ridge (englisch für Storchgrat) ist ein 1,5 km langer Gebirgskamm auf der Adelaide-Insel im Archipel der Adelaide- und Biscoe-Inseln vor der Westküste der Antarktischen Halbinsel. Er ragt 5,5 km nordwestlich des Rothera Point im Südosten der Insel auf. Höchster Gipfel ist der Middle Stork mit 511 m.
Mitglieder einer hydrographischen Einheit der Royal Navy, die 1976 an Bord der Endurance in diesem Gebiet tätig war, benannten ihn. Namensgebend ist ein hier von ihnen errichteter Fahnenmast, der in Verbindung mit einem gehissten Wimpel an einen auf dem Grat gelandeten Storch erinnert.